# Zeuxo (Zeuxo) beringi
Zeuxo (Zeuxo) beringi is een naaldkreeftjessoort uit de familie van de Tanaidae. De wetenschappelijke naam van de soort is voor het eerst geldig gepubliceerd in 1989 door Kudinova-Pasternak.